# Багатофазні інвертори
Інвертор — винахід відноситься до електротехніки і може бути використаний в автономних системах електропостачання для перетворення постійного струму в трифазну симетричну систему напруг змінного струму.

Найбільш близьким за технічним рішенням є перетворювач напруги постійного струму в трифазне змінне, виконаний на базі трьох мостових однофазних транзисторних інверторах і трифазного трансформатора. Недоліками перетворювача є низька надійність і високий рівень перешкод через великої кількості транзисторних ключів, складна система управління.

Технічне завдання полягає в підвищенні надійності трифазного інвертора і зменшенні рівня електричних перешкод.

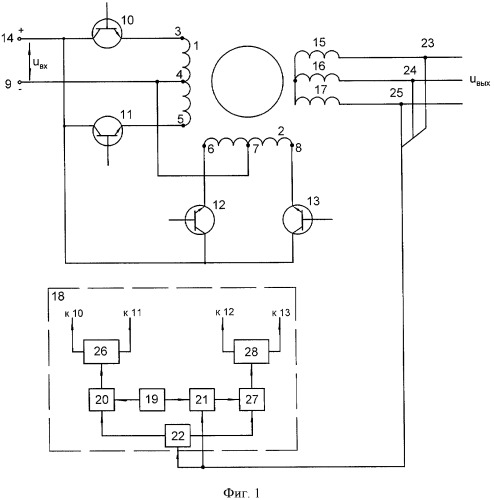
Рис 1. Принципова схема трифазного інвертора

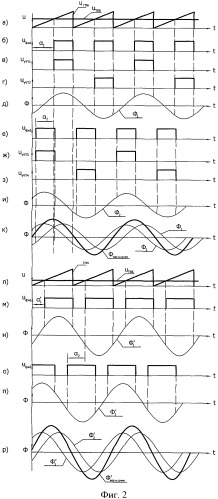
Рис 2. Діаграма напруг, яка пояснює принцип роботи трифазного інвертора

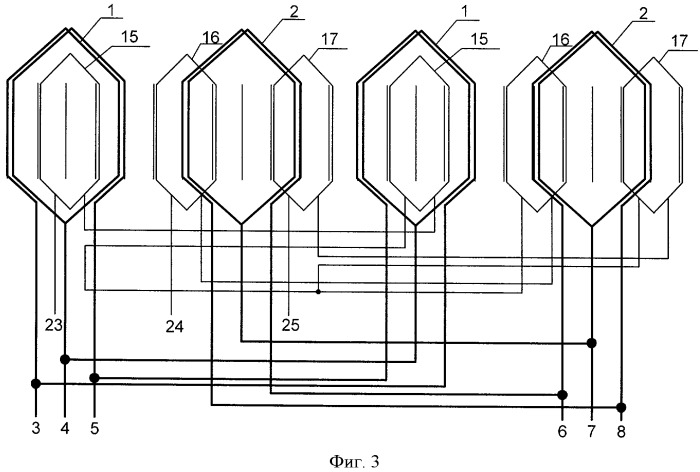
Рис 3.схема обмоток трансформатора з обертовим магнітним полем

Суть винаходу пояснюється кресленнями, де на рис.1 наведена функціональна електрична схема трифазного інвертора; на рис.2 — діаграма напруг, яка пояснює принцип роботи трифазного інвертора; на рис.3 — схема обмоток трансформатора з обертовим магнітним полем.

## Склад трифазного інвертора
Однофазно-трифазного трансформатора з обертовім магнітнім полем, який містить дві первинні обмотки 1 і 2, з виводу 3, 4, 5 и 6, 7, 8 відповідно, розміщені на тороїдальній частині и зсунуті в просторі один відносно одного під кутом 90 °. Середні точки первинних обмоток 4 і 7 з'єднані між собою и підключені до негативної клеми 9 джерела постійного струм, качана 3, 6 и кінці 5, 8 первинних обмоток 1 і 2 через транзисторні ключі 10, 11 и 12, 13 підключені до позитивної клеми 14. три вторинні обмотки 15, 16, 17 розміщені під кутом 120 ° и з'єднані за схемою «зірка». Система управління 18 містить генератор пилкоподібної напруги 19, підключеній до першого формувачу імпульсів 20 і фазозсувного  21, вхід трансформаторно-випрямного блоку 22 підключений до виходів трифазного інвертора 23, 24, 25, також до відходів підключено і фазозсувну  21. На другий вхід формувача імпульсів 20 підключений трансформаторно-випрямний блок 22, а до виходів — розподільник імпульсів 26, Який, у свою черга, підключеній до  входів управління транзисторів 10, 11. Вхід іншого формувача імпульсів 27 підключені до фазозсувного устою 21 і до трансформаторно-випрямного блоку 22, вихід формувача імпульсів 27 підключений до входу розподільника імпульсів 28, виходи якого, в свою черга, підключені до  входів управління  транзисторів 12, 13. 

## Принцип дії трифазного інвертора
Трифазний інвертор працює наступним чином. Напруга джерела постійного струму подається до вхідних затискачів 9, 14, які є входами першого і другого однофазних інверторів. При змінній роботі транзисторів 10 або 11 першого однофазного інвертора і 12 або 13 другого однофазного інвертора в первинних обмотках протікає пульсуючий струм, який наводить змінний магнітний потік в магнітопроводі трансформатора з обертовим магнітним полем (рис.2, д, і), і створюють таким чином круговий обертове магнітне поле (рис.2, к), дія якого наводить трифазну ЕРС на виході трифазного інвертора. При дестабілізуючих факторах на вихідних затискачах 23, 24, 25 система управління 18 забезпечує стабілізацію вихідної напруги.

## Принцип дії системи управління трифазного інвертора
Система управління працює наступним чином. Генератор пилкоподібної напруги 19 генерує опорний сигнал μГПН (рис.2, а), який надходить на формувач імпульсів 20 і фазозсувного пристрою 21. На другий вхід формувача імпульсів 20 надходить провідний сигнал μТВБ від трансформаторно-випрямного блоку 22 (рис.2, а) . У разі, коли μГПН > μТВБ, формується  сигнал управління μФІ1 (рис.2, б), який через розподільник імпульсів 26 надходить на  електроди управління транзистора 10 або 11 (рис.2, в, г). Фазозсувного пристрою 21 здійснює електричний зрушення опорного сигналу μГПН на 90 ° (рис.2, е), в результаті зсуваються на 90 °  імпульси управління, що надходять на  електроди управління транзистора 12 або 13 другого інвертора (рис.2, ж, з), і в муздрамтеатрі трансформатора з обертовим магнітним полем наводиться кругове обертове магнітне поле (рис.2, к).
 При зменшенні напруги на виході трифазного інвертора сигнал uТВБ зменшується (рис.2, л) і, як наслідок, зменшується кут управління транзисторами α1 (рис.2, м), тим самим збільшуючи час відкритого стану транзисторів однофазних інверторів, що збільшує величину сумарного магнітного потоку Фсум.магн (рис.2, р) і відповідно вихідна напруга трифазного інвертора. При цьому фазозсувного пристрою забезпечує кут зсуву фаз між напругою першого і другого інверторів в 90 °.